# Wołoszki (rejon kowelski)
Wołoszki (ukr. Волошки) – wieś na Ukrainie w rejonie kowelskim obwodu wołyńskiego, liczy 564 mieszkańców.